# 光明寺 (尾道市東土堂町)
光明寺（こうみょうじ）は、広島県尾道市にある浄土宗西山禅林寺派の寺院。山号は清浄山。院号は宝幢院。住職は御藤良基。

## 歴史
平安時代初期の承和年間（834年 - 847年）に円仁の開山によって創建されたという。南北朝時代天台宗から浄土宗へ改宗された。

## 文化財
- 重要文化財（国指定）
  - 木造千手観音立像 - 平安時代後期の作。通称浪分観音。
- 広島県指定重要文化財
  - 絹本着色法然上人像
  - 絹本淡彩楊柳観音像
  - 絹本着色地蔵菩薩十王像
  - 金銅阿弥陀如来及び両脇侍立像
  - 金銅蓮花輪宝文置説相箱

## 陣幕久五郎

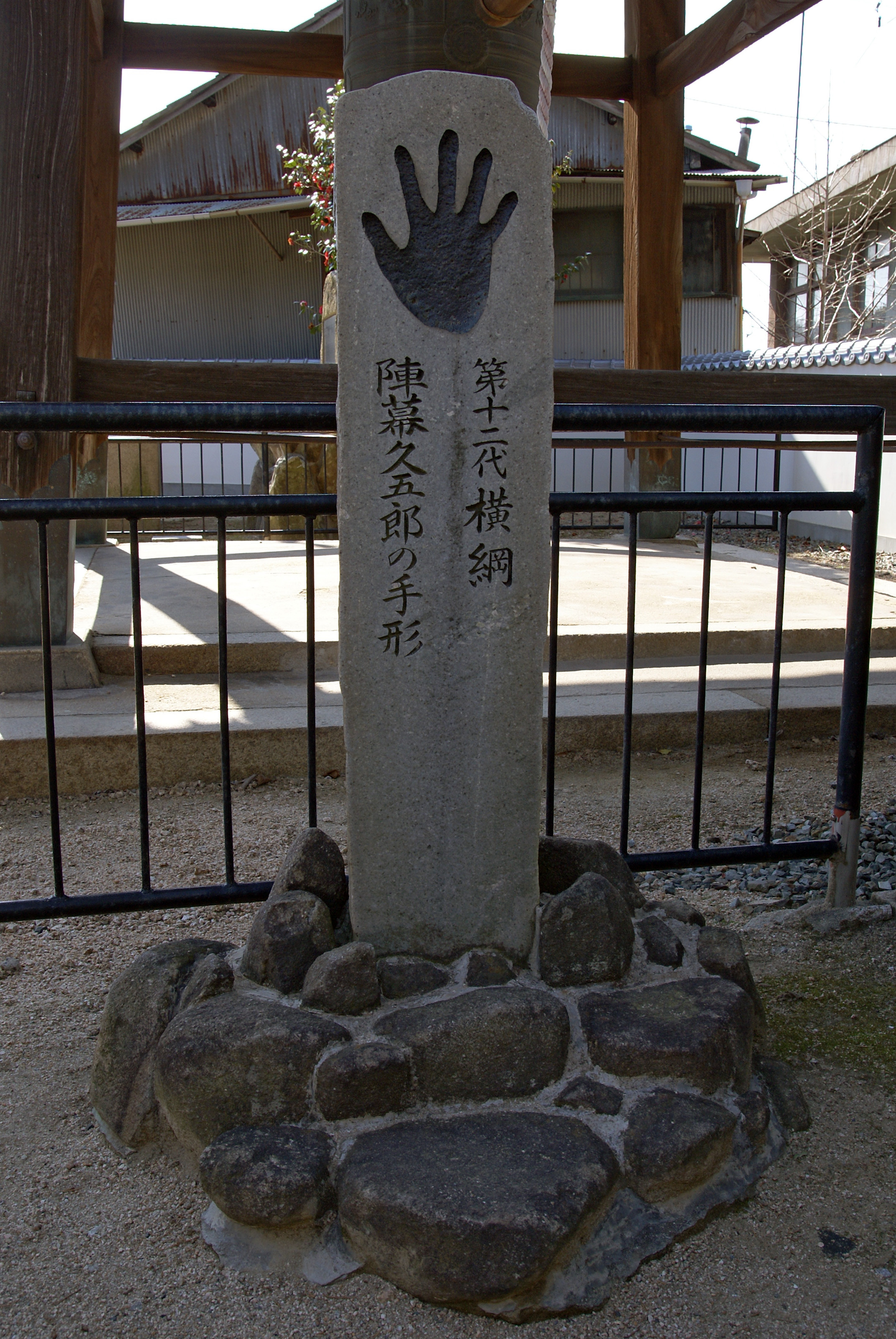
横綱陣幕久五郎の手形石碑

第12代横綱陣幕久五郎の墓と手形の石碑があり、尾道市と東出雲町との交流がある。

## 所在地
- 広島県尾道市東土堂町2-8